# Všesportovní stadion
Všesportovní stadion byl sportovní stadion v Hradci Králové, na kterém sídlil místní fotbalový klub. Byl též nazýván jako Malšovický stadion podle místní části Malšovice či stadion Pod lízátky, a to kvůli svým osvětlovacím stožárům, které měly tvar lízátek. Stadion díky své kapacitě 25 000 diváků patřil mezi největší v Česku (avšak pro první fotbalovou ligu se využívalo jen 4 500 míst na sezení), ale nevyhovoval standardům UEFA a FIFA.

## Historie
V 50. letech 20. století nemohlo potřebám sportovních družstev vyhovovat staré škvárové sportoviště u nemocnice. V roce 1955 Krajský národní výbor požádal Stavoprojekt Hradec Králové o vytvoření návrhu na nový Všesportovní stadion. Pro tento objekt byl vybrán prostor mezi řekou Orlicí, Malšovickou ulicí a Gočárovým okruhem o rozloze téměř 100 ha.
Stavba samotná začala v roce 1959. Projekt vypracovali architekti František Steiner a František Čížek. Kolem hřiště byly navezeny pískové valy, na které byly později instalovány tribuny. Materiál byl získán z budování nedalekého Stříbrného rybníka. Stavba se protáhla na dlouhá léta. Před slavnostním otevřením pomáhal s dokončovacími pracemi, kdo mohl – armáda, bezpečnost, brigádníci, podniky i školy.
Kromě stadionu mělo být v prostoru vybudováno další hřiště s umělým trávníkem, šestidráhový atletický ovál, tréninková plocha, další prvky pro atletické sporty a dětské učební dopravní hřiště. Areál byl oficiálně otevřen 11. května 1966 a zkolaudován 26. května 1967. Část těchto prvků byla postupně odstraněna a stadion sloužil čistě jako fotbalový. Postupně následovala řada vylepšení. V roce 1974 bylo sportoviště doplněno světelnou informační tabulí a o rok později nad všesportovním stadionem vyrostla „lízátka“.
V červenci roku 1997 zasáhly i hradecký stadion ničivé záplavy. Na podzim 2017 byla zbourána nadzemní část západní tribuny, ze které zůstal pouze sypaný val. O čtyři roky později došlo ke zbourání zbylých částí stadionu kromě kusu východní tribuny, která měla do budoucna posloužit jako základna pro mládež a lízátek. Na místě Všesportovního stadionu vznikla nová Malšovická aréna.

## Lízátka
V roce 1975 byla instalována slavná „lízátka“ – kruhové osvětlovací panely o průměru více než 10 metrů na 55 metrových sloupech s celkovou hmotností 45 tun. Jejich autorem byl vedoucí projektant ocelových konstrukcí Stavoprojektu Hradec Králové Miloš Morávek. Stožáry byly vyrobeny v ZVÚ Hradec Králové. Konstrukce byla nadčasová a poměrně odvážná. Ve své době byly vyrobeny pouze dvě sady. Jedna byla umístěna právě v Hradci Králové a druhá ve slovenském Trenčíně.  Do vnitřní konstrukce osvětlovacího panelu bylo možné instalovat až 64 reflektorů. Lízátka poprvé osvítila východočeské derby mezi Spartakem Hradec Králové a Slovanem Pardubice. Tyto stožáry slouží po repasi jako osvětlení i novému stadionu.

## Plastiky
V areálu všesportovního stadionu bylo umístěno několik plastik. Před vstupní branou byla plastika Řecký oheň (také nazývána Dívka s kruhy) od Karla Mahrly z 60. let 20. století. Jde o typickou ukázku stylu „Brusel“, který byl právě v 60. letech v Československu velmi populární. Plastika je monumentálním dvacetimetrovým dílem, kde se snoubí figurativní tvorba a geometrická abstrakce.
František Steiner kromě architektonického návrhu celého stadionu pravděpodobně (možná jde také o dílo Karla Mahrly) vypracoval také návrh na fontánu, umístěnou ve vstupním areálu. Více než 3,5metrová konstrukce se skládala z betonového soklu a kovové fontány. Fontána postupně chátrala. Na počátku 21. století jevila značné známky koroze a poškození soklu. V roce 2015 nevydržela nápor silného větru a následně byla kvůli bezpečnosti rozebrána.

## Historie klubu na stadionu
Na konci sezóny 1958/59 mělo vedení oddílu kopané vedle radosti z postupu mužstva do I. ligy i starosti se zlepšením fotbalového prostředí stadionu u nemocnice. Tento fotbalový stánek byl oblíbeným místem nejen hráčů, ale i fotbalových příznivců. Určitým úspěchem bylo zatravnění hrací plochy. Nebyl zde volen způsob přímým osetím plochy trávou, ale hřiště bylo nejdříve náležitě upraveno a potom pokryto dovezenými čtverci řádně zakořeněného travnatého porostu. Zůstával však problém s chátrajícími tribunami a hlavně sociálním zařízením, které bylo nejen nedostatečné, ale i nevyhovující. Město tuto situaci znalo, a proto již v minulosti došlo k projektování nového stadionu v prostoru Malšovic, který měl sloužit nejen fotbalu, ale i ostatním druhům sportu, proto byl nazván „Všesportovním stadionem“. Výstavba byla zahájena v roce 1959. O rok později se „Votroci“ poprvé představili na novém stadionu, který však byl ještě v následujících letech dokončován. První zápas byl v místě všesportovního stadionu odehrán v srpnu 1960. Spartak Hradec Králové tehdy porazil Tatran Hotinné. Fotbalový stadion byl tehdy ohraničenou travnatou plochou s dvěma brankami a diváci seděli na pískových valech.
Rychlý návrat do první ligy předznamenal úspěšnou éru Spartaku Hradec Králové. Nový trenér Jiří Zástěra využil rozehranosti mužstva, stmelil hráče a kvalitní tréninky s prozíravým vedením v jednotlivých utkáních dovedl tým k mistrovskému titulu. Hegemonii tradičních vítězů I. ligy od jejího založení v roce 1925 protrhl Spartak Hradec Králové a jeho vítězství navíc zdobilo to, že byl prvním z venkovských fotbalových oddílů, který stanul na prvoligovém trůnu. Vítěznou sezónu 1959/1960 odehrál královéhradecký Spartak domácí zápasy ještě na starém stadionu u nemocnice.
Do sezóny 1960/61 již Hradec Králové nevstupoval jako bezvýznamný venkovský tým, „Votroci“ však zpravidla podléhali na cizích hřištích, kde soupeřům body odevzdávali, zato v domácím prostředí byli suverény. Kromě klubu TJ SONP Kladno za podpory diváků porazili všechny účastníky nejvyšší soutěže. Oddíl si v tomto ročníku občas zahrál na ne zcela dostavěném novém stadionu, přičemž průměrná účast na jednotlivá utkání byla úctyhodných 11 000 diváků. Někdejší „výprask“ Spartaku Sokolovo sledovalo 17 000 diváků. Nakonec Spartak podlehl 1:4. Remízu s Dynamem Praha sledovalo neuvěřitelných 25 000 diváků.
Utkáním proti týmu TJ VSS Košice, dne 6. září 1965, se hradečtí fotbalisté rozloučili se škvárovým hřištěm U nemocnice, aby mohli tamtéž 13. října 1965 proti pražské Spartě nastoupit již na kvalitním trávníku. Významnou událostí pro Hradec Králové i okolí se stal 11. květen 1966. Všesportovní stadion byl pro veřejnost oficiálně otevřen právě tento den při utkání Spartak Hradec Králové - CR Vasco da Gama (Rio de Janeiro). Fotbalový zápas sledovalo až dvacet tisíc diváků. Zároveň byl na všesportovní stadion umístěn dojezd 3. etapy tehdy populárního Závodu míru. Cíl byl situován na tehdejší atletický ovál Všesportovního stadionu.
V sezóně 1966/1967 jako by mužstvu nevyhovovala změna prostředí. V prvním utkání tohoto ročníku nastupovali proti mužstvu TJ Bohemians ČKD Praha totiž na novém stadionu Pod lízátky, kde dostali od města domovské právo. Slunečné počasí, osmitisícová divácká kulisa i herní systém 4–2–4, hebký trávník byly předpoklady k zisku bodů. Leč, Hradec prohrál 3:4 a jako by tato porážka předznamenala celý ročník, ve kterém „Votroci“ sestoupili do druhé nejvyšší soutěže. V rámci Československa se zde hrála několikrát první i druhé liga, ale také nižší soutěže. Od Sametové revoluce se mluvilo o výstavbě nové arény.
V historii samostatného Česka se zde mnohokrát hrála nejvyšší soutěž i II. liga. V roce 2002 vznikla první vizualizace nového „stánku“. V dalších letech jih vzniklo mnoho dalších, ale ani jednou k realizaci nedošlo. V roce 2007 došlo k rekonstrukci. Další byla realizována v létě 2012, kdy byly přidány sedačky s opěrkou, aby se splnila minimální kapacita pro první ligu, dále došlo k výstavbě nového sektoru hostí či k instalaci vyhřívaného trávníku, což byla další podmínka pro účast v nejvyšší soutěži. V průběhu podzimní části sezony 2021/22 museli „Votroci“ po postupu do první ligy dočasně hrát na Městském stadionu v Mladé Boleslavi, jelikož bylo potřeba udělat nové zázemí pro VIP hosty a média.